# Amata chekianga
Amata chekianga là một loài bướm đêm thuộc phân họ Arctiinae, họ Erebidae.